# 알베르 카뮈
알베르 카뮈(프랑스어: Albert Camus 프랑스어 발음: [albɛʁ kamy], 1913년 11월 7일 ~ 1960년 1월 4일)는 프랑스의 피에 누아르 작가, 언론인이자 철학자이다.

## 생애

### 어린 시절
알베르 카뮈는 1913년 알제리의 몽도비(Mondovi)에서 프랑스계 알제리 이민자로 태어났다. 그의 아버지 뤼시앵 카뮈(프랑스어: Lucien Camus)는 1885년생으로, 제1차 세계대전의 전투 중 하나인 마른 전투에서 1914년 사망했다. 그의 어머니 카트린 엘렌 생테스(프랑스어: Catherine Hélène Sintès)는 스페인인으로 문맹이며 청각장애를 가졌다. 그는 스페인을 좋아했으며 어머니를 무척 사랑해 공공연하게 알제리 독립 반대의 이유가 어머니의 생활 터전이기 때문이라고 할 정도였다.
카뮈는 어린 시절 알제리에서 가난하게 지냈다. 한 집에서 할머니, 어머니, 형 그리고 두명의 외삼촌들과 살았다. 1923년 그는 프랑스의 중등학교인 리세에 들어갔으나 빈부격차를 크게 느꼈고 어머니가 하녀라는 사실을 부끄러워 했다. 후일 알제리 대학에 입학했으나 1930년 폐결핵으로 중퇴하였다. 재학 중에도 각종 임시직을 전전하였으며 대학 중퇴 이후에도 가정교사, 자동차 수리공, 기상청 인턴과 같은 잡다한 일을 하였다. 이 시기 평생의 스승인 장 그르니에를 만난다. 그는 1935년 플로티누스(Plotinus)에 관한 논문으로 철학 학사 학위 과정을 끝냈다. 그 동안에 아마추어 극단을 주재했다. 가난했지만 멋부릴줄 아는 멋쟁이였으며 축구팀 골키퍼를 할 정도로 운동을 좋아했다. 훗날 외모면에서 종종 험프리 보가트에 비교되곤 했다.

### 청년기
1934년 시몬 이에(Simone Hie)와 결혼했다. 당시 카뮈는 시몬이 모르핀 중독을 극복하는 것을 돕기 위해 결혼했지만 이후 주치의와 불륜관계라는 것을 알자 1940년 이혼한다.
1935년 카뮈는 자신이 마르크스주의자가 아님에도 알제리인과 유럽인들 간의 차별을 줄일 수 있는 수단이 될 수 있다고 생각해 프랑스 공산당에 입당한다. 1936년 좀 더 독립적인 성향의 알제리 공산당이 수립되자 스승인 그르니에의 권고로 카뮈는 알제리 공산당에 가입하였다. 알제리 공산당에서 카뮈는 1935년부터 1939년까지 운영된 '노동자의 극장'(Théâtre du Travail)을 설립했다. 카뮈는 보다 온건한 독립 성향 정당인 알제리 인민당과도 가까운 사이를 유지했는데, 전간기 두 정당 간의 갈등으로 인해 공산당과 인민당이 갈라설 때 카뮈는 공산당과 입장을 달리해 공산당에서 제명되었다. 공산당과의 결별 이후에도 극단은 에키프 극단으로 이름을 바꾸어 지속되었다. 당시 극단 활동을 하며 썼던 대본은 이후 소설의 밑바탕이 되기도 했다.
1938년부터는 좌익 성향의 신문 알제 뤼페블리껭(Alger-Republicain)에서 기자로 활동하며 문화기사와 르포를 주로 썼다. 사르트르의 책 '구토'에 대한 서평도 알제 뤼페블리껭에 쓴 것이다. 당국이 알제 뤼페블리껭의 발행을 금지하자 파리로 간 카뮈는 일간지 파리스와 (프랑스어: Paris-soir)에서 편집자로 근무했으며, 이때 소설《이방인》과 수필《시지프 신화》, 희곡 《칼리굴라》를 발표한다.

### 제2차 세계대전 시기
카뮈는 1939년 독일에 저항하기 위해 참전을 신청했지만 폐결핵으로 프랑스 군대입대를 거절당했다. 이후 카뮈는 파리스와에서 해고되자 리옹으로 이사했으며, 그곳에서 1940년 카뮈는 수학자이자 피아니스트인 프랑신 포르(Francine Faure)와 결혼했다. 이후 카뮈와 포르는 오랑으로 돌아갔으며, 카뮈는 그곳에서 학교 선생으로 근무했다. 이후 결핵 치료를 위해 프랑스 알프스에서 머물렀으며, 이 때 《페스트》와 《오해》를 집필한다. 카뮈의 작품이 점점 알려지게 되자 카뮈는 파리로 돌아갔으며, 이때 장폴 사르트르와 만나 친구가 되었다.
제2차 세계 대전 기간 동안 카뮈는 지하에서 같은 이름의 신문을 출판하던 레지스탕스 조직 콩바(Combat)에 가담하였다. 이 그룹은 나치에 저항하여 활동하였고 여기서 카뮈는 보샤르(Beauchard)라는 필명을 사용한 것으로 추정된다. 카뮈는 연합군이 파리를 해방한 1943년 신문의 편집자가 되어 전투 이후를 보도했다. 그러나 그는 프랑스 편집인으로서는 드물게 1945년 8월 8일에 일어난 사건 직후에 히로시마 원자폭탄 사용에 대한 반대를 주장하는 논설을 실었다. 카뮈는 콩바가 상업적인 신문이 되자 1947년 사임했다.

### 문학가로서의 경력
전쟁 이후에 카뮈는 프랑신 포르(Francine Faure)와 사이에 낳은 쌍둥이 카트린, 장과 함께 파리에 머문다. 레지스탕스 활동으로 인해 이름난 작가가 된 카뮈는 미국과 라틴 아메리카에 여러 대학에서 강연 활동을 했다. 이후 다시 알제리에 가보기도 하였지만 억압적인 식민통치가 지속되는 것을 보고 실망해 떠난다. 1951년 전체주의적 공산주의를 비판하며 자유지상주의적 사회주의와 아나르코생디칼리슴을 옹호한 수필 《반항하는 인간》을 출판한다. 이 책은 프랑스에 있는 그의 많은 좌익 성향의 지식인 동료들을 화나게 했고 결국 사르트르와의 논쟁을 통하여 그와 사실상 절교하기에 이른다.
철학에 대한 카뮈의 기여 중에서 주목할 만한 것은 그가 《시지프 신화》에서 설명하고 《이방인》과 《패스트》와 같은 많은 작품에서 설명한 아무것도 주어지지 않은 상태, 세계의 의미, 정순함에 대한 우리의 열망의 결과에 따른 부조리에 대한 카뮈의 사상이다. 그의 학문적 동반자 사르트르의 비난에도 불구하고 어떤 이들은 카뮈가 실존주의자들의 캠프로 굴러 떨어졌다고 주장하기도 한다. 그러나 그는 그의 에세이 에니그마와 다른 작품들을 통해 그에 대해 이념적 꼬리표를 붙여 분류하는 것을 거부했다. 그러나 그의 사상 중 많은 중요 부분은 실존주의와 깊은 관계가 있다.
작품으로는 <이방인(異邦人)> <시지프의 신화>로 사상가로서의 인정을 받았고, 극작가로서는 해방 후 <오해>(1944)와 <칼리귤라>(1945)로 성공을 얻었다. <계엄령(戒嚴令)>의 각색이 바로에 의해 상연되고, 그 다음에는 <정의의 사람들>이 나왔는데, 작품 수는 얼마 안되지만 순도(純度)가 높은 고전적 문체의 실존주의 연극으로 호평을 받았다. 그 후에는 자작보다는 각색·번안 등에 힘을 쏟아, 라리베의 <정령>, 칼데론의 <십자가에의 예배>, 도스토옙스키의 <악령> 등이 있다.
그는 1957년 노벨 문학상을 수상하였으며 1967년 몬트리올에서 열리는 세계 박람회에서 에드몽 자베스, 장 폴 사르트르, 클로드 레비스트로스와 함께 네 명의 프랑스 작가 중 하나로 선정되는 영예를 안았다.

### 사회 활동
1950년 카뮈는 인권 운동에 자신의 전력을 다 바쳤다. 1952년 UN이 프랑코 치하에 있는 스페인을 회원국으로 받아들이자 UNESCO의 임원직을 사임했다. 1953년 그는 동베를린에서 노동자들의 파업을 분쇄한 소비에트 연방의 방식을 비난했다. 1956년 그는 폴란드에서 일어난 같은 방식의 파업분쇄와 소비에트 연방이 10월 헝가리 반란을 진압한데 대하여 저항의 소리를 냈다.
카뮈는 그의 평화주의와 세계 어디에서든 일어나고 있는 사형에 대한 저항을 계속하여 주장했다. 사형 반대 운동에 대한 그의 주목할 만한 기여로 사형반대협회의 설립자인 아서 쾨슬러(Arthur Koestler)와 협동하여 쓴 에세이가 있다

### 알제리 문제
1954년 알제리 독립전쟁이 발발하자 여전히 어머니가 알제리에 살고 있었던 카뮈는 도덕적 딜레마에 빠졌다. 그러나 그는 알제리계 프랑스인(pied-noirs)의 정체성을 택하여 프랑스 정부를 옹호하였다. 그는 북아프리카 식민지의 반란이 이집트주도의 신 아랍 제국주의와 소비에트 연방의 정책인“유럽둘러싸기”, “고립된 미국”, “반 서방주의”의 일부분이라고 주장하였다. 카뮈는 알제리에 더욱 큰 자치권을 인정하거나 연방정부를 구성하면 알제리계 프랑스인과 아랍인들간의 공존이 이루어질 것이라고 믿었으며, 알제리의 완전 독립에는 부정적이었다. 전쟁 기간 동안 그는 양측 모두에게 받아들여지지 않은 정전협정을 위하여 헌신했다. 이러한 활동 뒤에 그는 사형에 직면한 체포된 알제리인들을 구하기 위하여 비밀리에 활동하였다. 그는 1957년 스톡홀름 대학교 학생들을 상대로 강의하며 알제리 문제에 관한 자신의 입장을 옹호하였다. 그리고 그는 아직도 알제리에 살고 있는 자신의 어머니에게 무슨 일이 벌어질지 염려된다고 성명을 발표하였다. 이 성명은 프랑스의 좌익 지성으로부터 더욱 극심한 배척을 야기하였다.

### 사망

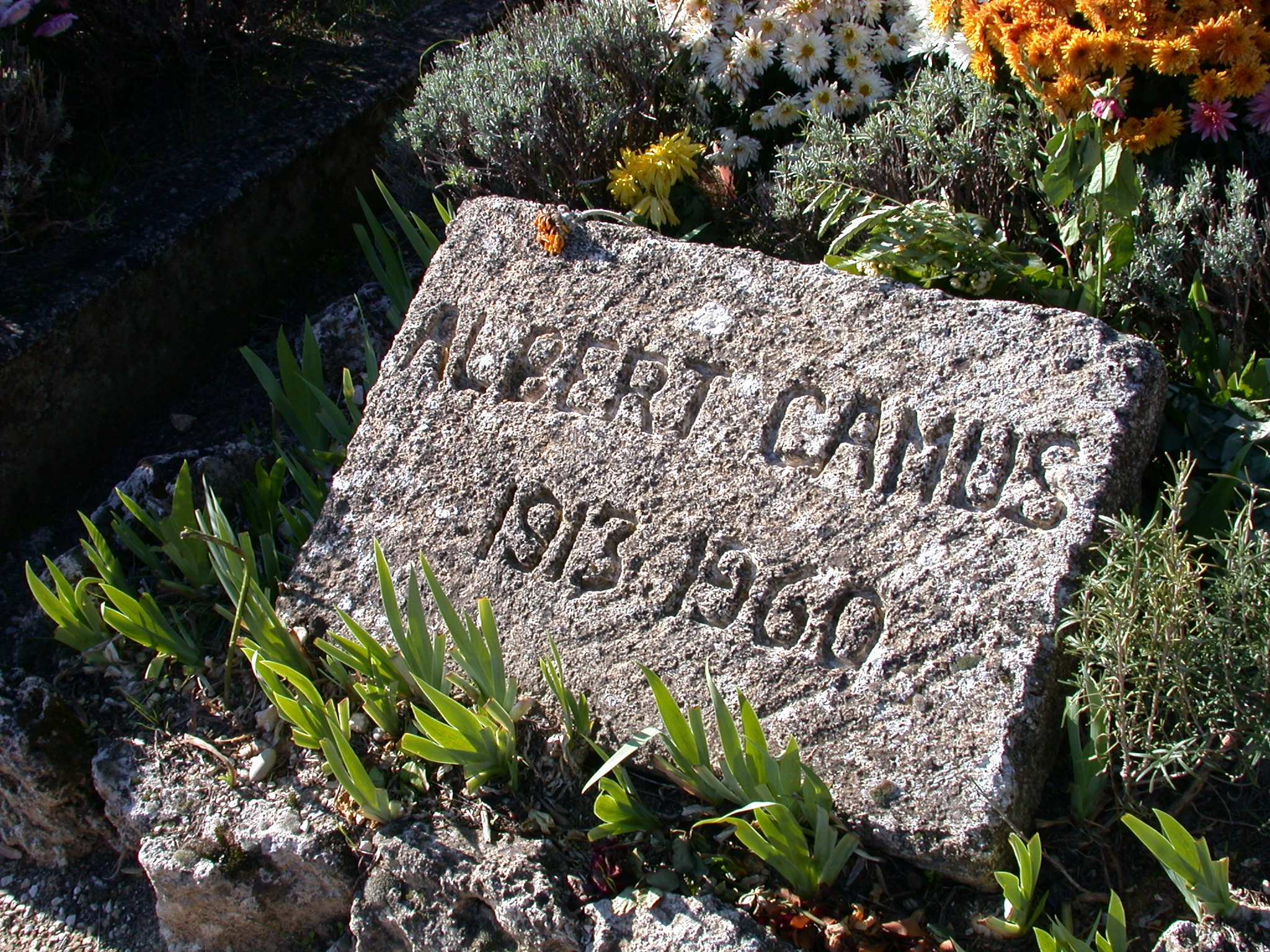
알베르 카뮈의 묘비

카뮈는 상스(sens)에서의 자동차 사고로 Villeblevin의 작은 마을에 있는 Le Grand Fossard라고 불리는 장소에서 1960년 1월 4일에 사망했다. 그의 코트 주머니에서는 사용되지 않은 파리 행 전철 티켓이 발견되었다. 카뮈가 전철로 여행을 떠나려 했음은 충분히 가능한 이야기이다. 그러나 그는 사고 당일 아침 친구인 미셸 갈리마르가 자동차를 몰고 찾아 오자 전철 대신에 그 차를 탔고 사고를 당했다. 카뮈는 젊은 시절 가장 잘못된 죽음의 방법은 자동차 사고로 죽는 것이라고 말한 적이 있다. 일각에서는 카뮈가 소련 체제와 알제리 독립에 반대한 것으로 인한 의도적 암살 의혹을 제기하기도 한다. 카뮈는 평소 자신이 사랑하여 죽기 직전까지 거주한 프랑스 남부의 시골 마을인 루르마랭(Lourmarin)의 묘지에 매장되었다.
카뮈 사후, 두 개의 작품이 유작으로서 출판되었다. 그 중 첫 번째는 이방인과 흡사한 Meursault이라 불리는 인물의 특징을 그린 행복한 죽음이라 명명된 책이었는데 1970년에 출판되었다. 그러나 두 작품 사이의 관계에는 많은 논쟁이 있다. 두 번째 유작은 미완성의 소설로 카뮈가 죽기 직전까지 집필한 최초의 인간이다. 이 소설은 알제리에서의 어린 시절을 그린 자전적 작품으로 1994년에 출판되었다.

## 카뮈의 문학 및 철학
많은 작가들이 개인의 부조리에 대해 정의하고 해석하여 왔으며, 부조리의 중요성에 관한 그들 나름의 생각에 대하여 글을 써왔다. 장 폴 사르트르는 일반적인 종교들이 우리가 신의 존재에 도달하는 것을 막는 믿음을 가지고 있다는 부조리를 지적하는 키르케고르를 언급하며 부조리를 개인적인 경험의 범주로 인지하였다. 카뮈는 부조리주의의 창시자가 아니며 부조리주의 철학자로 계속 여겨지는 것을 후회했다. 카뮈는 《시지푸스의 신화》를 출판한 이후 점차 부조리주의에서 관심이 멀어졌다. 연구자들은 카뮈의 사상을 다른 철학자들의 사상과 구별하기 위하여 부조리의 패러독스를 말한다.
카뮈의 부조리에 관한 생각은 1937년 발간된 그의 첫 에세이집 《안과 겉》에 나타나 있다. 부조리 테마는 1938년 발간된 그의 두 번째 에세이집 《결혼》에 좀 더 세련되게 나타나 있다. 이러한 에세이들에서 카뮈는 부조리에 관한 철학적인 설명을 하거나 정의를 내리고 있지 않고, 대신에 부조리의 경험을 투사하고 있다. 1942년 카뮈는 인간 존재의 삶에 존재하는 부조리에 관한 이야기인 《이방인》을 출판하였고 이어 동시에 부조리에 관한 문학적 에세이인 《시지프 신화(Le Mythe de Sisyphe)》를 출판하였다. 그는 또 부조리 논리를 추구하는 로마 황제 칼리귤라에 관한 연극을 작성했다. 그러나 이 연극은 1945년까지 상영되지 못했다.
1943년 7월에서 1944년 7월까지 익명의 독일인 친구에게 보낸 4개의 편지에서 카뮈는 부조리에 대한 생각의 변화를 드러낸다. 첫 번째 것은 1943년 the Revue Libre에서, 두 번째 것은 1944년 Cahiers de Libération에서, 세 번째 것은 1945년 Libertés신문에서, 출판되었다. 4개의 모든 편지들은 《독일 친구에게 보내는 편지》라는 이름으로 1945년에 작품집 《레지스탕스, 반역, 그리고 죽음》에 수록되어 출판되었다.

### 부조리
카뮈는 자신의 문학에서 독자에게 행복과 슬픔, 어둠과 빛, 삶과 죽음과 같은 이원성에 관하여 독자에게 발표하고 있다. 그의 목표는 행복이란 무상한 것으로 인간의 상태는 하나의 필멸적인 것이라는 사실을 분석하는 것이었다. 그는 병적이지 않고 삶과 행복의 위대한 진가를 반영하면서 이 분석을 행하고 있다. 신화(Le Mythe)에서 이 이원성은 페러독스가 된다. 우리는 우리의 삶과 존재가 좀 더 위대해지는 데 가치를 둔다. 그러나 동시에 우리는 언젠가 우리가 죽을 것을, 그리고 극단적으로는 우리의 존재가 무의미해 질 것임을 알고있다. 우리가 이러한 이원성과 함께 사는 한(나는 나의 불행한 시기를 받아들일 수 있다. 왜냐하면 나는 또한 행복한 경험을 할 것이기 때문이다.) 우리는 이러한 페러독스와 무관하게 될 것이다.(나는 나의 삶이 무척 중요하다고 생각하나 동시의 나의 삶은 무가치하다.) 신화에서 카뮈는 우리는 어떻게 부조리를 경험하고 어떻게 부조리와 함께 살아가는지에 관심을 가졌다. 우리의 삶은 여기에 가치를 두는 데 의미를 가져야 한다. 만약 우리가 우리의 삶은 의미가 없고 따라서 무가치하다고 받아들이면, 우리는 죽어야 하는가?
이방인의 주인공 뫼르소는 그의 죄로 사형을 선고받은 죄인이다. 칼리쿨라는 끝내 자신의 부조리 논리가 틀렸다는 것을 인정하고 그가 고의로 야기한 암살에 의해서 죽는다. 그러나 카뮈가 아마 칼리쿨라의 부조리적 이성이 틀렸다고 제안하는 할지라도 이 연극의 반 영웅은 작가가 뫼르소의 마지막 대사를 찬양하는 것과 같이 마지막 말을 할 기회를 한다.
카뮈의 부조리에 대한 이해는 대중의 토론을 고양시켰다; 그의 다양한 제안은 우리를 부조리에 대하여 생각하고 우리 자신이 기여하도록 유혹하였다. 협동, 울력, 일치와 같은 개념은 카뮈에 관한 중요한 열쇠이다.
카뮈는 부조리에 관한 우리의 이해에 의미심장한 기여를 하였고 확실한 대답으로서의 니힐리즘을 거부하였다.
| “ | 만약 아무것도 의미를 가진 것이 없다 하더라도, 그것은 옳을 것이다. 그러나 어딘가에 여전히 의미를 가지는 것은 존재한다. | ” |
|   | — 독일인 친구에게 보내는 편지. 1943년 11월                                                                            |   |

이것은 그리고 인간은 무관심, 객관, 때때로의 모호함, 그리고 자연적 질서에 의한 의미를 가지고 있지 않는, 그러나 예비되고 불안정한 인간의 행동에 의하여 창조된 부조리적 세계의 신하라는 실존주의가 자주 취하는 관점을 따르고 있다.

### 전체주의에 대한 반대
카뮈는 자신의 삶을 통틀어 독일의 파시즘이나 스탈린주의 같은 전체주의의 다양한 형태에 관하여 수많은 반대성명을 발표하고 반대행동을 실천에 옮기기도 했다. 젊은 시절, 2차 세계대전 중 독일의 치하에 있던 프랑스에서 유명한 레지스탕스 저널 콩바(combat)의 편집장을 하며 프랑스 레지스탕스 활동을 수행하였다. 나치 점령자와 프랑스의 이적자들에게 카뮈는 다음과 같은 글을 썼다.
| “ | 지금 유일한 도덕적 가치는 나치의 꼭두각시와 그들의 이름을 말하려 하는 척하는 수다쟁이들을 판단할 때 유용한 정의다. | ” |

카뮈의 잘 알려진 사르트르와의 결별은 이러한 전체주의에 대한 반대와 연관되어 있다. 카뮈는 근본주의자의 이름안에 사르트르에 의해 신봉되는 대중정책이 전체주의에 호응하는 것임을 간파했다. 이는 공산주의 경찰국가에 대한 맹공뿐만이 아니라 대중혁명정책에 관한 의문을 드러낸 《반항하는 인간》이라는 그의 작품에서 명확히 드러난다. 카뮈는 소비에트 연방의 가혹한 통치를 비판했으며, 1957년 감정에 사로잡혀 1956년 헝가리 혁명 일주년을 기념하는 연설에서 소련군의 잔인한 진압을 강력히 비판하였다.
| “ | 이미 너무나도 많은 죽음이 벌판에 널부러져 있습니다. 그리고 우리는 우리의 것이 아닌 다른 이들의 피에 관대할 수 없습니다. 헝가리인들은 우리는 숨이 다하도록 그들을 질투할 수 없을 정도로 너무나 소중하게 유럽과 자유를 하나로 합쳤습니다. 그러나 나는 심지어 스스로를 공산주의자라고 하는 테러의 제도를 만든 누군가와 자신을 크리스쳔이라고 말하는 조사의 실행자가, 설혹 단기적일지라도, 이에 책임을 지고 사직을 하더라도 여기에 타협이 있을 수 없다고 생각합니다. 그리고 자유의 기념일에 나는 내 심장의 헝가리 인들의 소리없는 저항을 견뎌내고, 좀 더 강하게 되어, 우리가 육성 가능한 지원의 목소리를 강화하여, 만장일치로 그들로 하여금 압제를 거부하도록 권유하게 되기를 바랍니다. | ” |

## 작품 목록

### 소설
- 《행복한 죽음》A Happy Death (La Mort heureuse) (1936–1938, 사후 출간 1971)
- 《이방인》The Stranger/The Outsider (L'Étranger) (1942)
- 《페스트》The Plague (La Peste) (1947)
- 《전락》The Fall (La Chute) (1956)
- 단편집《적지와 왕국》Exile and the Kingdom (L'exil et le royaume) (collection) (1957)
- 《최초의 인간》The First Man (Le premier homme) (집필 중 사망하여 미완성 유작이 됨, 1994)

### 논픽션
- 기독교적 형이상학과 신플라톤 철학 Christian Metaphysics and Neoplatonism (학위논문) (1935)
- 《안과 겉》Betwixt and Between/The Wrong Side and the Right Side (L'envers et l'endroit) (모음집, 1937)
- 《결혼》Nuptials (Noces) (1938)
- 《시지프 신화》The Myth of Sisyphus (Le Mythe de Sisyphe) (1942)
- 《반항하는 인간》The Rebel (L'Homme révolté) (1951)
- 《시사평론1》Actuelles I, Chroniques 1944-1948 (1950)
- 《시사평론2》Actuelles II, Chroniques 1948-1953 (1953)
- 《시사평론3》(알제리 연대기) Actuelles III, Chroniques algériennes, 1939-1958 (1958)

### 희곡
- 《아스튀리의 반란》Révolte dans les Asturies (1936), 공저
- 《칼리굴라》Caligula (1938)
- 《오해》The Misunderstanding (Le Malentendu) (1944)
- 《계엄령》The State of Siege (L'État de Siège) (1948)
- 《정의의 사람들》The Just Assassins (Les Justes) (1949)
- 《정령》 Les Esprits(피에르 드 라리베의 원작을 번안) (1953)
- 《십자가에의 예배》 La Dévotion de la croix(페드로 칼데론 데라바르카의 원작을 번안) (1953)
- 《흥미있는 경우》 Un cas intéressant(디노 부챠티의 원작을 번안) (1955)
- 《한 수녀를 위한 진혼곡》Requiem for a Nun (Requiem pour une nonne, 윌리엄 포크너 원작을 번안) (1956)
- 《올메도의 기사》 Le Chevalier d'Olmedo(로페 데 베가의 원작을 번안) (1957)
- 《악령》The Possessed (Les Possédés, 도스토옙스키 원작을 번안) (1959)

### 수필
- 《독일 친구에게 보내는 편지》Lettres à un ami allemand (1948), 공저의 부분으로 출간
- 《여름》L'Été (1954)
- 《단두대에 대한 성찰》Reflections on the Guillotine (Réflexions sur la guillotine) (Extended essay, 1957)
- 《태양의 후예》La Postérité du soleil (사진집) (1965)
- 《스웨덴 연설》Discours de Suède (1958)
- 《작가수첩1》Notebooks 1935–1942 (1962)
- 《작가수첩2》Notebooks 1943–1951 (1965)
- 《작가수첩3》Notebooks 1951–1959 (1989)
- 《여행일기》Journaux de voyage (1978)

- 《젊은 시절의 글》Écrits de jeunesse d'Albert Camus(1973)

### 전집
김화영이 번역하고 책세상에서 출간된 카뮈의 전집
1. 1권 (1931~1939) : 문학청년 시절의 미발표 원고 모음인《젊은 시절의 글》, 투명하고 단순한 문체의 초기 산문《안과 겉》, 작가의 어린 시절의 추억을 담은 소설《행복한 죽음》, 자연과 인간의 합일을 보여주는 아름다운 산문《결혼》, 절대성에 대한 갈망을 비장하게 그린 희곡《칼리굴라》
2. 2권 (1939~1942) : 카뮈가 천착한 첫 번째 주제인 인간과 세계의 ‘부조리’를 담은 소설《이방인》과 철학적 에세이《시지프 신화》그리고 작품 구상을 위한 메모와 철학적·문학적 단상을 기록한 《작가수첩1》
3. 3권 (1944~1947) : 부조리 연극의 대표작《오해》, 나치의 폭력에 대한 저항 의지를 드러낸 네 편의 《독일 친구에게 보내는 편지》, 첫 번째 장편소설《페스트》
4. 4권 (1947~1950) : 희곡《계엄령》, 희곡《정의의 사람들》,《여행일기》,《시사평론1》
5. 5권 (1950~1951) : 《작가수첩2》, 에세이《반항하는 인간》
6. 6권 (1951~1957) : 지중해적 사유를 보여주는 ‘태양’의 에세이《여름》, 카뮈 문학의 원숙기에 쓰인《전락》, 사형 제도에 대한 비판적 사유를 담은《단두대에 대한 성찰》, 카뮈의 유일한 연작 단편집《적지와 왕국》
7. 7권 (1957~1959) : 1959년 12월까지의 기록을 담은《작가수첩 III》,에세이《스웨덴 연설》, 에세이《문학비평》

### 참고 문헌
- Amin, Nasser (2021). “The Colonial Politics of the Plague: Reading Camus in 2020” (PDF). 《Journal of Contemporary Development & Management Studies》. 9 Spring 2021: 28–38. 2022년 10월 9일에 원본 문서에서 보존된 문서.
- Aronson, Ronald (2004). 《Camus and Sartre: The Story of a Friendship and the Quarrel that Ended it》. University of Chicago Press. ISBN 978-0-22602-796-8.
- Aronson, Ronald (2017). 〈Albert Camus〉.   Edward N. Zalta. 《The Stanford Encyclopedia of Philosophy》.
- Bernstein, Richard (1997년 12월 19일). “BOOKS OF THE TIMES; Camus as a Principled Rebel Among Poseurs”. 《The New York Times》. 2006년 5월 10일에 원본 문서에서 보존된 문서.
- Bloom, Harold (2009). 《Albert Camus》. Infobase Publishing. ISBN 978-1-4381-1515-3.
- Bronner, Stephen Eric (2009). 《Camus: Portrait of a Moralist》. University of Chicago Press. ISBN 978-0-226-07567-9.
- Carroll, David (2007년 5월 4일). 《Albert Camus the Algerian: Colonialism, Terrorism, Justice》 (영어). Columbia University Press. ISBN 978-0-231-51176-6.
- Carroll, Sean B. (2013). 《Brave Genius: A Scientist, a Philosopher, and Their Daring Adventures from the French Resistance to the Nobel Prize》 (영어). New York: Crown. ISBN 978-0-307-95234-9.
- Clarke, Liam (2009). “Football as a metaphor: learning to cope with life, manage emotional illness and maintain health through to recovery”. 《Journal of Psychiatric and Mental Health Nursing》 (Wiley) 16 (5): 488–492. doi:10.1111/j.1365-2850.2009.01403.x. ISSN 1351-0126. PMID 19538606.
- Cohn, Robert Greer (1986). “The True Camus”. 《The French Review》 60 (1): 30–38. JSTOR 393607.
- Curtis, Jerry L. (1972년 8월 1일). “The absurdity of rebellion”. 《Man and World》 (영어) 5 (3): 335–348. doi:10.1007/bf01248640. ISSN 0025-1534. S2CID 144571561.
- Dunwoodie, Peter (1993). “Albert Camus and the Anarchist Alternative”. 《Australian Journal of French Studies》 (Liverpool University Press) 30 (1): 84–104. doi:10.3828/ajfs.30.1.84. ISSN 0004-9468.
- Foley, John (2008). 《Albert Camus: From the Absurd to Revolt》. McGill-Queen's University Press. ISBN 978-0-7735-3467-4.
- Hayden, Patrick (2016년 2월 9일). 《Camus and the Challenge of Political Thought: Between Despair and Hope》. Springer. doi:10.1057/9781137525833. ISBN 978-1-137-52583-3.
- Hughes, Edward J. (2007년 4월 26일). 《The Cambridge Companion to Camus》. Cambridge University Press. ISBN 978-1-139-82734-8.
- Lattal, Ashley (1995). “Albert Camus”. Users.muohio.edu. 2009년 10월 17일에 확인함.
- Lottman, Herbert (1979). 《Albert Camus: A Biography》. Axis. ISBN 978-1-870845-12-0.
- Marshall, Peter H. (1993). 《Demanding the Impossible: A History of Anarchism》. Fontana. ISBN 978-0-00-686245-1.
- Nicholson, Graeme (1971). “Camus and Heidegger: Anarchists”. 《University of Toronto Quarterly》 41: 14–23. doi:10.3138/utq.41.1.14. S2CID 154840020. 2019년 5월 4일에 원본 문서에서 보존된 문서. 2019년 5월 4일에 확인함.
- Schaffner, Alain (2006).  Agnès Spiquel, 편집. 《Albert Camus: l'exigence morale : hommage à Jacqueline Lévi-Valensi (L'esprit des lettres)》 (프랑스어). Editions Le Manuscrit. ISBN 978-2-7481-7101-3.
- Sharpe, Matthew (2015년 9월 3일). 《Camus, Philosophe: To Return to our Beginnings》. Brill. ISBN 978-90-04-30234-1.
- Sherman, David (2009년 1월 30일). 《Camus》. John Wiley & Sons. ISBN 978-1-4443-0328-5.
- Simpson, David (2019). 〈Albert Camus (1913–1960)〉. 《The Internet Encyclopedia of Philosophy》. ISSN 2161-0002.
- Todd, Olivier (2000). 《Albert Camus: A Life》. Carroll & Graf. ISBN 978-0-7867-0739-3.
- Willsher, Kim (2011년 8월 7일). “Albert Camus might have been killed by the KGB for criticising the Soviet Union, claims newspaper”. 《The Guardian》.
- Zaretsky, Robert (2018). “'No Longer the Person I Was': The Dazzling Correspondence of Albert Camus and Maria Casarès”. 《Los Angeles Review of Books》.
- Zaretsky, Robert (2013년 11월 7일). 《Life Worth Living》. Harvard University Press. ISBN 978-0-674-72837-0.